# Кишкентайсор
Кишкентайсор, Кишкинтайсор (каз. Кішкентайсор) — озеро в районе Беимбета Майлина Костанайской области Казахстана. Находится в 9 км к востоку от посёлка Жамбасколь.
По данным топографической съёмки 1959 года, площадь поверхности озера составляет 1,04 км². Наибольшая длина озера — 1,7 км, наибольшая ширина — 0,9 км. Длина береговой линии составляет 4,4 км, развитие береговой линии — 1,21. Озеро расположено на высоте 188,1 м над уровнем моря.